# Hype Boy
"Hype Boy" là một bài hát của nhóm nhạc nữ Hàn Quốc NewJeans từ đĩa mở rộng đầu tay (EP) New Jeans. Bốn MV âm nhạc cho bài hát đã được phát hành  bởi ADOR vào ngày 23 tháng 7 năm 2022. "Hype Boy" được phát hành chính thức để tải xuống và phát trực tuyến như là đĩa đơn thứ hai của EP vào ngày 1 tháng 8, 2022.

## Bối cảnh và phát hành
Một ngày sau khi phát hành đĩa đơn đầu tiên "Attention", đã có thông báo rằng nhóm ngũ tấu sẽ phát hành đĩa mở rộng (EP) cùng với tựa đề đầu tay, vào ngày 1 tháng 8 năm 2022, với bốn bài hát, bao gồm hai đĩa đơn bổ sung. Vào ngày 23 tháng 7, NewJeans đã phát hành đĩa đơn thứ hai của họ, "Hype Boy", kèm theo một đoạn clip dài 50 giây tiết lộ các thành viên, cũng như bốn video âm nhạc bổ sung dành riêng cho từng thành viên.

## Sáng tác và lời bài hát
Gigi, Ylva Dimberg và thành viên Hanni đóng góp phần lời của bài hát, trong khi Dimberg và 250 sản xuất bài hát. Bài hát được viết bằng tiếng Hàn và tiếng Anh, có thời lượng là 2 phút 59 giây và được sáng tác bằng hợp âm Mi thứ, với nhịp độ 100 nhịp một phút. "Hype Boy" là một bài hát future bass, bubblegum pop, và bài hát synth-pop có sự ảnh hưởng của R&B những năm 1990 và electronic music, trong khi nhịp điệu của nó gợi nhớ đến moombahton.
Carmen Chin của NME cảm thấy "thay vì gợi lên nỗi nhớ chậm rãi như 'Attention', 'Hype Boy' gợi lên những hình ảnh hiện đại về âm thanh của những năm 2000 với những nét chấm phá nhiệt đới và future bass, nhưng cách những yếu tố này được sắp xếp tạo ra một bầu không khí mơ mộng, gần như mơ hồ." Kat Moon của Time viết rằng bài hát có nhịp điệu "mềm mại" và nhạc cụ "êm dịu", nhưng mô tả giọng hát trong điệp khúc là "bay bổng".

## Thu nhận
"Hype Boy" nhận được những đánh giá tích cực từ các nhà phê bình âm nhạc và xuất hiện trong nhiều bảng xếp hạng cuối năm của các bài hát hay nhất năm 2022. Tạp chí Rolling Stone xếp "Hype Boy" ở vị trí thứ 24 trong danh sách 100 bài hát hay nhất năm 2022, nhấn mạnh rằng đây là một "sự nổi bật" trong EP của nhóm với "vũ đạo gây nghiện và điệp khúc bắt tai". NPR xếp nó ở vị trí thứ 85, với biên tập viên Sheldon Pearce mô tả bài hát là "mang tính biến đổi, được pha trộn một cách chính xác và nhẹ nhàng". Tạp chí NME xếp "Hype Boy" đứng đầu trong danh sách 25 bài hát K-pop hay nhất của năm, gọi nó là "ba phút của sự hoàn hảo pop". Tạp chí này cũng xếp nó ở vị trí thứ 26 trong danh sách tổng thể những bài hát hay nhất của năm, với Daly mô tả nó là một âm thanh mới mẻ giúp NewJeans nổi bật giữa những nhóm K-pop có âm thanh tương tự. Trong các bảng xếp hạng cuối năm khác của K-pop, "Hype Boy" đứng ở vị trí thứ nhất trong danh sách của Riff Magazine, thứ hai của Insider và thứ tư của The Korea Herald. Bài hát cũng xuất hiện trong các danh sách không xếp hạng của các bài hát K-pop hay nhất năm 2022 từ các tạp chí như Nylon, Teen Vogue, Time, và CNN Philippines, với nhiều nhận xét khen ngợi sản xuất theo phong cách retro của bài hát, mang lại cảm giác vừa hoài niệm vừa hiện đại.
Về mặt thương mại, "Hype Boy" ra mắt ở vị trí số 116 trên bảng xếp hạng Billboard Global 200 và đạt vị trí cao nhất là 52. Bài hát đã thiết lập kỷ lục là bài hát có thời gian đứng bảng xếp hạng lâu nhất của nhóm nhạc nữ K-pop trên bảng xếp hạng Billboard Global 200, với tổng cộng 42 tuần. Tại Hàn Quốc, "Hype Boy" đã đạt thành công về mặt thương mại, tạo ra các thử thách vũ đạo trên TikTok và được các nhóm nhạc K-pop khác cover. Trên dịch vụ phát nhạc Melon, "Hype Boy" cùng với "Ditto" và "OMG" đã chiếm giữ ba vị trí đầu bảng xếp hạng tháng của Melon trong suốt hai tháng liên tiếp, khiến NewJeans trở thành nghệ sĩ đầu tiên làm được điều này trong lịch sử 18 năm của trang web. Trên bảng xếp hạng quốc gia Circle Digital Chart, đĩa đơn đạt vị trí cao nhất là hạng 2. Hiệp hội Nội dung Âm nhạc Hàn Quốc (KMCA) đã chứng nhận bài hát bạch kim đôi vì vượt mốc 200 triệu lượt phát trực tuyến tại Hàn Quốc. Tại Nhật Bản, "Hype Boy" đạt vị trí cao nhất là 41 trên bảng xếp hạng Japan Hot 100 và đã được chứng nhận bạch kim bởi Recording Industry Association of Japan (RIAJ) vì đã tích lũy hơn 100 triệu lượt phát trực tuyến.

## Tiếp thị
Vào ngày 4 tháng 8, họ đã tổ chức sân khấu ra mắt của mình trên M Countdown của Mnet, nơi họ biểu diễn cả ba đĩa đơn chính bao gồm "Hype Boy". Họ đã trình diễn bài hát tại các lễ hội âm nhạc khác nhau, bao gồm KCON ở Ả Rập Xê Út, lễ hội KBS Song Festival 2022 và K-pop Super Live 2023 tại Seoul, Lollapalooza tại Mỹ, Summer Sonic Festival tại Nhật Bản, và Music Bank tại Mexico.

## Bảng xếp hạng
| Bảng xếp hạng (2022-2023)       | Vị trí |
| ------------------------------- | ------ |
| Argentina (Billboard)           | 90     |
| Canada (Canadian Hot 100)       | 95     |
| Đài Loan (Billboard)            | 9      |
| Thế giới Global 200 (Billboard) | 52     |
| Hàn Quốc (Billboard)            | 2      |
| Hàn Quốc (Circle)               | 3      |
| Hồng Kông (Billboard)           | 18     |
| Indonesia (Billboard)           | 16     |
| Nhật Bản (Japan Hot 100)        | 41     |
| Nhật Bản (Oricon)               | 33     |
| Malaysia (Billboard)            | 10     |
| Philippines (Billboard)         | 11     |
| Singapore (Billboard)           | 6      |
| Singapore (RIAS)                | 6      |
| Việt Nam (Vietnam Hot 100)      | 9      |

| Bảng xếp hạng (2022) | Vị trí |
| -------------------- | ------ |
| Hàn Quốc (Circle)    | 2      |

| Bảng xếp hạng (2022)        | Vị trí |
| --------------------------- | ------ |
| Global Excl. US (Billboard) | 194    |
| Hàn Quốc (Circle)           | 18     |

| Bảng xếp hạng (2023)     | Vị trí |
| ------------------------ | ------ |
| Global 200 (Billboard)   | 147    |
| Hàn Quốc (Circle)        | 2      |
| Nhật Bản (Japan Hot 100) | 68     |

## Chứng nhận
| Quốc gia | Chứng nhận  | Số đơn vị/doanh số chứng nhận |
| --- | ----------- | ----------------------------- |
| New Zealand (RMNZ)                                                                                          | Vàng        | 15.000‡                       |
| Phát trực tuyến                                                                                             |             |                               |
| Nhật Bản (RIAJ)                                                                                             | Bạch kim    | 100.000.000                   |
| Hàn Quốc (KMCA)                                                                                             | 2× Bạch kim | 200.000.000                   |
| ‡ Chứng nhận dựa theo doanh số tiêu thụ và phát trực tuyến. · Chứng nhận dựa theo doanh số phát trực tuyến. |             |                               |

## Lịch sử phát hành
| Quốc gia | Ngày                | Định dạng           | Nhãn         |
| -------- | ------------------- | ------------------- | ------------ |
| Toàn cầu | 23 tháng 7 năm 2022 | Tải xuống streaming | ADOR YG Plus |